# José Vila Cuenca
José Vila Cuenca (Alberique, 7 de mayo de 1898-Ciudad de México, 15 de marzo de 1981) fue un político y sindicalista español.

## Biografía
Nacido en Alberique, el 7 de mayo de 1898, realizó estudios de ingeniería en Valencia y Barcelona. A temprana edad ingresó en el PSOE y la UGT. Durante el periodo de la Segunda República se convirtió en la cara visible del PSOE en Cataluña, siendo elegido secretario general de la federación catalana de la UGT en diciembre de 1931. En las elecciones generales de 1931 fue candidato del PSOE por el distrito de Barcelona-capital, sin bien no llegó a resultar electo.
En 1931 llegó a dirigir el diario La Tribuna Socialista, editado en Barcelona. También dirigió el órgano de expresión de la UGT catalana, Cataluña Obrera.
En julio de 1936, al estallido de la Guerra civil, tomó parte en los combates callejeros contra la sublevación militar. Un mes después llegó a participar en el desembarco de Mallorca; cuando la situación de los republicanos se hizo insostenible, fue uno de los partidarios de abandonar la isla. Se uniría al Cuerpo de Carabineros, donde desempeñó diversos puestos de mando. Durante la contienda llegó mandar brigadas mixtas 179.ª y 3.ª, alcanzando el rango de teniente coronel. Llegó a tomar parte en la campaña de Cataluña. El 3 de febrero de 1939, con Barcelona ya en manos franquistas, fue designado secretario general de la Dirección general de Carabineros.
Tras el final de la contienda marchó al exilio, instalándose en Francia. En 1942 se trasladó a México, a donde llegó a bordó del Nyassa. En esta etapa trabajó en Fábrica Nacional del Vidrio, así com en el sector privado. Llegó a ser vicepresidente del comité del PSOE en México. En 1972, tras la escisión del Partido Socialista Obrero Español (Sector Histórico), Vila Cuenca se adhirió al PSOE-H y asistió a su XII Congreso en el exilio, actuando como delegado de la sección mexicana.